# Vespa carnissera asiàtica
|  | No s'ha de confondre amb Vespa gegant asiàtica o Vespa xana. |

La vespa carnissera asiàtica (Vespa velutina) és una espècie d'himenòpter apòcrit de la família dels vèspids (Vespidae) oriünda del sud-est asiàtic que s'està estenent per Europa des de la seva arribada accidental a França el 2004. És una espècie depredadora natural de les abelles; és similar a les vespes autòctones de les quals es pot diferenciar pel fet de tenir una única franja groga i més ampla a l'abdomen. No és especialment agressiva per a les persones però mata moltes abelles i és un problema afegit en l'apicultura al costat dels relativament recents varroasi i la síndrome del despoblament dels ruscos. També rep els noms de vespa terrera asiàtica i vespa xana asiàtica.

## Distribució
Nativa a Pakistan, l'Índia, Nepal, Bhutan, Indoxina, Xina, Indonèsia (Java, Sulawesi, Sumatra), Malàisia, Taiwan, Japó, Corea. Introduïda a gran part d'Europa, incloent-hi la península Ibèrica i les illes Balears.

## Subespècies

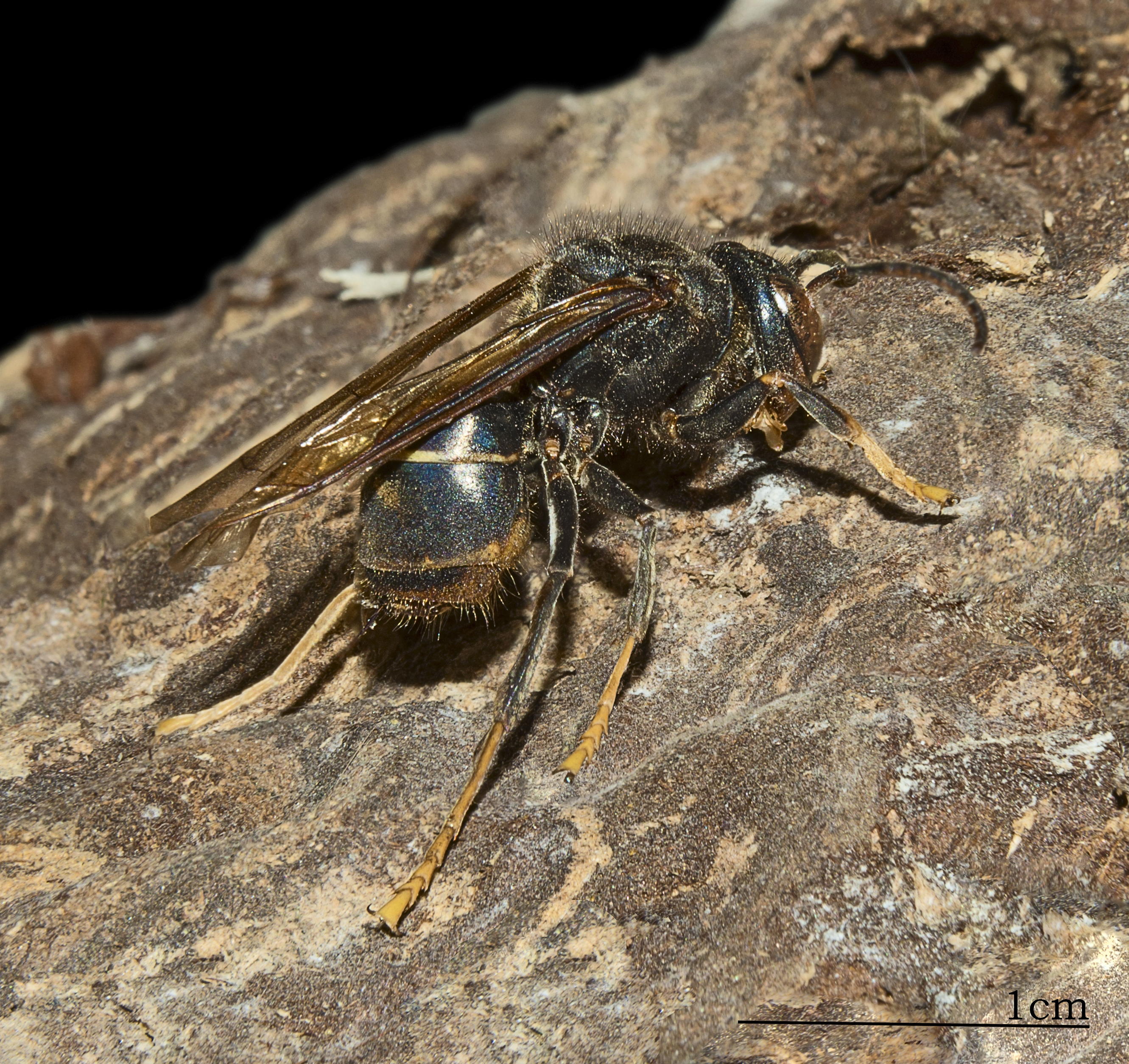
Vespa velutina nigrithorax.

Hi ha 7 subespècies i 6 varietats. La varietat subtropical introduïda a Europa des de França és la nigrithorax descrita el 1905.

## Morfologia
Una vespa obrera fa uns 3 cm de longitud. La varietat V. v. nigrithorax té el tòrax negre i l'abdomen amb un anell groc-taronja un triangle negre. La vespa reina fa 3,5 cm de llargada. Com altres vespes, fa un vesper a la primavera de la textura del paper (paper maché) de fins a 80 cm de diàmetre. El niu el fan normalment als arbres a uns quants metres d'alçada però de vegades arran de terra i dins dels edificis humans. A cada niu hi pot haver 2.000 vespes.

## Espècie invasora
Ha esdevingut una espècie invasora al centre i sud de França (el 2009 ja s'havia detectat a la Catalunya Nord) on probablement va arribar en el carregament d'un vaixell el 2004. Des d'aleshores aquesta vespa ha atacat les persones i les abelles de la mel, causant preocupació per les dues coses.
Ha arribat a la península Ibèrica pel País Basc via Irun segons ha confirmat l'Associació d'Apicultors de Guipúscoa (Gipuzkoako Erlezainen Elkartea) i l'Institut Entomològic d'Irun.
Tot i les proves sobre la seva aclimatació a Europa i la seva entrada a l'Estat espanyol pel País Basc des d'Aquitània, i malgrat el seu impacte negatiu sobre l'apicultura i probablement sobre les abelles autòctones des de principis del 2010, no s'ha establert cap pla de prevenció i control de la seva expansió ni a nivell d'Espanya ni del País Valencià.